# Silene oligotricha
Silene oligotricha är en nejlikväxtart som beskrevs av Hub.-mor. Silene oligotricha ingår i släktet glimmar, och familjen nejlikväxter. Inga underarter finns listade i Catalogue of Life.